# California Blue
California Blue ist ein Lied von Roy Orbison aus dem Jahr 1989, das er gemeinsam mit Jeff Lynne und Tom Petty komponierte; Lynne übernahm die Produktion. Es erschien auf dem Album Mystery Girl.

## Geschichte
Orbison schrieb das Lied innerhalb von zwei Tagen zusammen mit Lynne und Petty; mit You Got It gehörte es zu den ersten für das Album Mystery Girl komponierten Stücken. Es wurde im April 1988 im Heimstudio von Mike Campbell in Los Angeles aufgenommen. Produzent Lynne griff bei den Streichern auf Louis Clark zurück, mit dem er bereits beim Electric Light Orchestra zusammengearbeitet hatte. Abgemischt wurden die Aufnahmen in George Harrisons Studio in Henley-on-Thames.
Es wurde im Juni 1989 Postum als dritte Single aus dem Album Mystery Girl ausgekoppelt. Die Single erreichte unter anderem die Singlecharts in Deutschland sowie dem Vereinigten Königreich. Knapp ein halbes Jahr nach der Veröffentlichung des Originals erschien eine deutschsprachige Version von Roy Black im Januar 1990. Die deutschsprachige Adaption konnte sich ebenfalls in den deutschen Singlecharts platzieren.

## Besetzung
- Mike Campbell: Gitarre, Mandoline
- Louis Clark: Streicherarrangement
- Jeff Lynne: Gesang, Gitarre, Bass, Keyboard
- Roy Orbison: Gesang, Gitarre
- Tom Petty: Gesang, Gitarre
- Ian Wallace: Schlagzeug, Perkussion

## Charts und Chartplatzierungen
| Jahr | Titel Album                                | Höchstplatzierung, Gesamtwochen, AuszeichnungChartplatzierungen (Jahr, Titel, Album, Platzierungen, Wochen, Auszeichnungen, Anmerkungen) | Höchstplatzierung, Gesamtwochen, AuszeichnungChartplatzierungen (Jahr, Titel, Album, Platzierungen, Wochen, Auszeichnungen, Anmerkungen) | Höchstplatzierung, Gesamtwochen, AuszeichnungChartplatzierungen (Jahr, Titel, Album, Platzierungen, Wochen, Auszeichnungen, Anmerkungen) | Höchstplatzierung, Gesamtwochen, AuszeichnungChartplatzierungen (Jahr, Titel, Album, Platzierungen, Wochen, Auszeichnungen, Anmerkungen) | Anmerkungen                                                 |
| Jahr | Titel Album                                | DE | AT | CH | UK | Anmerkungen                                                 |
| ---- | ------------------------------------------ | --- | --- | --- | --- | ----------------------------------------------------------- |
| 1989 | California Blue Mystery Girl               | DE34 (15 Wo.)DE | — | — | UK77 (3 Wo.)UK | Erstveröffentlichung: Juni 1989 Interpretation: Roy Orbison |
| 1990 | California Blue Ein Hauch von Sinnlichkeit | DE59 (12 Wo.)DE | — | — | — | Erstveröffentlichung: Januar 1990 Interpretation: Roy Black |

## Weitere Coverversionen
- 1989: Roy Black – California Blue (Deutsche Version)[5]
- 1995: Christian Anders – California Blue (Deutsche Version)
- 1997: Ricky King – California Blue (Instrumental)
- 1999: Bernd Clüver – California Blue (Deutsche Version)
- 1990: Engelbert – California Blue
- 1990: Suzanne Klee – California Blue[7]
- 1993: Max Greger – California Blue (Instrumental)
- 2011: Andy Borg – California Blue (Deutsche Version)
- 2012: Walter Scholz – California Blue (Instrumental)
- 2019: Hein Simons – California Blue (Deutsche Version)